# Psychotria fractistipula
Psychotria fractistipula är en måreväxtart som beskrevs av L.B.Sm., R.M.Klein och Piero G. Delprete. Psychotria fractistipula ingår i släktet Psychotria och familjen måreväxter. Inga underarter finns listade i Catalogue of Life.